# 土井脩司
土井 脩司（どい しゅうじ、1942年9月27日-2003年5月6日）は、日本の社会運動家・慈善家。花の企画社創業者。

## 来歴
早稲田大学に入学。在学中の1966年に日本東南アジア学生親交会を結成し、団長として戦火のベトナムやカンボジアを訪問し、帰国後難民孤児救済活動を展開した。ベトナムへは5回渡航している。早稲田大学を卒業。
ベトナムでの挫折感とともに、日本で何かできないかと考え、平和のシンボルである花に着目。花を通して世の中を豊かにするべく、1971年に花の企画社を創業した。
「反対派と警察の武力衝突を花の力で食い止めたい」との願いから、強制収用対象地に「花のバリケード」と名付けてパンジーを植え、1973年に成田空港問題に揺れる成田市東峰にパイロットファームを設立。成田空港に着く旅客を花で迎えたいとの友納武人千葉県知事の計らいによって県有地の無償供与を受けたほか、山本力蔵新東京国際空港公団副総裁も理解を示し財界にも支援の輪が広がり、翌年三菱銀行会長の田実渉の支持を取り付けて三菱グループ支援のもと全国の小学校に鉢植えを無料で贈る「花の輪運動」を展開した。当初は空港周辺農家から「県や公団の手先」などとビラや掲示板を建てられたが次第に信頼を勝ち取っていった。
その後も、空港反対派農民と政権側の和解や地域の融和に尽力。1982年に芝山町で第1回「ハニワ祭り」（現・芝山はにわ祭）の開催に携わっている。
1986年には、財団法人「花と緑の農芸財団」の設立に参画。財団には長嶋茂雄を理事長に迎えたのをはじめ財界要人の瀬島龍三や安田敬一（扇屋ジャスコ会長）が役員に名を連ね、自らも常務理事に就任した。2001年、同財団理事長。
1993年12月9日の第3回成田空港問題円卓会議で発言している。
2003年5月6日、胃がんにより死去。60歳没。

## 人物
「花から学べ」「人間は絶望しないことが大事なんだ」が口癖であった。花の力に着目したきっかけは、1966年にテトによる束の間の休戦となったサイゴンで花市場が開催されたときに兵士たちが銃を置いて楽しむ姿を見たことだという。
土井の死後のインタビューでは、三里塚闘争を行っていた者は「成田を第二のベトナムにしてはいけない」と訴えた土井について「多くの死者をベトナムで見てきた男の言葉には説得力があった」「敵か味方かの世界で、どちらでもない不思議な存在だった。空港と地域の両方が良くなることを願う先駆者だったのか」と振り返り、瀬島龍三は「純情一路。平和な社会を実現するために、花一筋の人生を全うした」と土井の生涯を讃え、安田敬一も「泥まみれになって花を育てる純真さが魅力だった」と偲んだ。